# Casa dei Cubicoli Floreali
La casa dei Cubicoli Floreali, anche Casa del frutteto, o Casa di Euplia) (I 9, 5-7) è una domus di Pompei.

## Descrizione

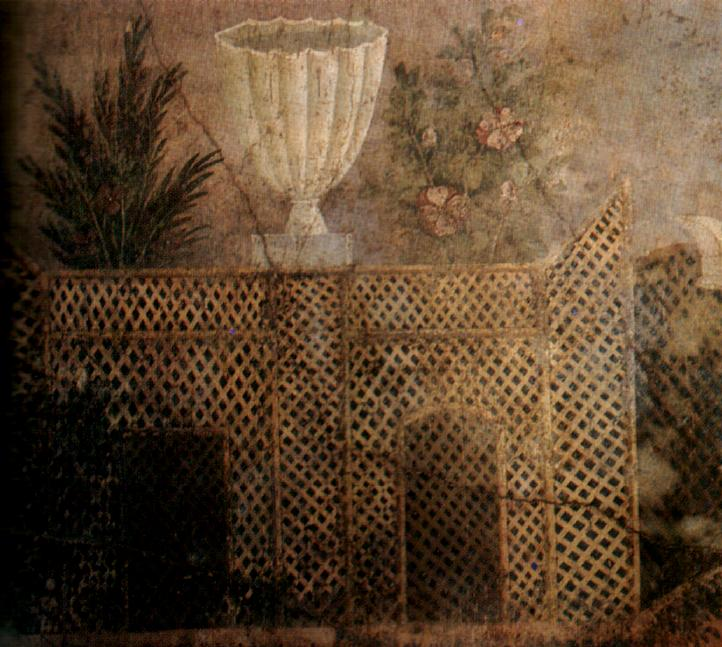
Particolare della decorazione a giardino del secondo cubicolo

Probabilmente, al momento della distruzione, era una casa già molto vecchia. Nel primo cubiculum sono stati trovati resti di una decorazione del primo stile e l'ingresso è decorato con capitelli cubici. Tutta la casa non è particolarmente grande; consiste di un atrio e di un piccolo peristilio, le stanze si trovano solo su un lato e non sono riunite intorno all'atrio e al peristilio. All'ingresso si è conservata ancora l'impronta delle ante in legno.
Sono straordinarie in questa casa tre stanze, dipinte nel tardo terzo stile. Il secondo cubicolo a sinistra dell'atrio è decorato con immagini di un giardino. Si vedono oleandro, alloro, mirto, limone e ciliegi, che danno l'illusione di stare in una pergola bianca, da cui si guarda a questo giardino. Uccelli volano in giro tra le piante. Nelle singole scene sono inserite piccole immagini che mostrano scene dionisiache o egizie. Tra le piante sono rappresentate statue egizie.
Nel cosiddetto cubicolo nero sono raffigurate, sopra lo zoccolo, immagini del culto di Iside, anche se pure questo spazio è dipinto come un frutteto. In alto appare Dioniso su una pantera al galoppo.
Anche il triclinium è dipinto con un fondo nero; lo spazio è diviso da pilastri dipinti e dispone di tre grandi dipinti e diverse piccole immagini.
Tutte le altre stanze della domus non sono dipinte. Dalle circa 100 anfore che sono nella casa, si è dedotto che qui abitava un commerciante di vini.
La ricca pittura con motivi egizi ha indotto a vedere in quest'edificio un santuario di Dioniso-Osiris, ma è difficile dire se queste pitture si basano su una convinzione religiosa, o se il proprietario aveva semplicemente un gusto per l'esotico.